# Aglaomyia gatineau
Aglaomyia gatineau är en tvåvingeart som beskrevs av John Richard Vockeroth 1980. Aglaomyia gatineau ingår i släktet Aglaomyia och familjen svampmyggor.
Artens utbredningsområde är Québec. Inga underarter finns listade i Catalogue of Life.